# كليمنت سانشيز (سياسي)
كليمنت سانشيز هو سياسي أمريكي، ولد في 24 يونيو 1958 في Cubero, New Mexico ‏ في الولايات المتحدة. نشط حزبياً في الحزب الديمقراطي. وقد انتخب عضو مجلس ولاية نيومكسيكو ‏.